# Berry (Kentucky)
Berry es una ciudad ubicada en el condado de Harrison en el estado estadounidense de Kentucky. En el Censo de 2010 tenía una población de 264 habitantes y una densidad poblacional de 546,81 personas por km².

## Geografía
Berry se encuentra ubicada en las coordenadas 38°31′13″N 84°23′5″O / 38.52028, -84.38472. Según la Oficina del Censo de los Estados Unidos, Berry tiene una superficie total de 0.78 km², de la cual 0.78 km² corresponden a tierra firme y (0%) 0 km² es agua.

## Demografía
Según el censo de 2010, había 264 personas residiendo en Berry. La densidad de población era de 546,81 hab./km². De los 264 habitantes, Berry estaba compuesto por el 98.11% blancos, el 0% eran afroamericanos, el 0% eran amerindios, el 0% eran asiáticos, el 0% eran isleños del Pacífico, el 0.38% eran de otras razas y el 1.52% pertenecían a dos o más razas. Del total de la población el 1.14% eran hispanos o latinos de cualquier raza.